# 朗德里库尔 (马恩省)
朗德里库尔（法語：Landricourt，法語發音：[lɑ̃dʁikuʁ]）是法国马恩省的一个市镇，位于该省东南部，属于维特里勒弗朗索瓦区。

## 地理
朗德里库尔（48°36'59"N, 4°48'38"E）面积5.88 平方千米，位于法国大東部大區马恩省，该省份为法国东北部内陆省份，北起阿登省，西北接埃纳省，西南接塞纳-马恩省，南至奥布省，东南接上马恩省，东临默兹省。
与朗德里库尔接壤的市镇（或旧市镇、城区）包括：埃克拉龙-布罗库尔-圣利维埃、昂布里耶尔、滨湖圣玛丽-尼斯芒。

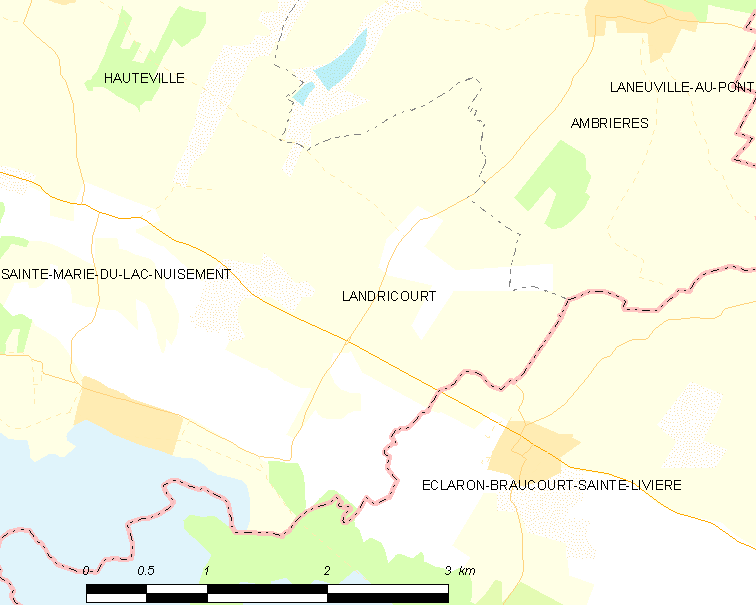
的OSM定位图

朗德里库尔的时区为UTC+01:00、UTC+02:00（夏令时）。

## 行政
朗德里库尔的邮政编码为51290，INSEE市镇编码为51315。

## 政治
朗德里库尔所属的省级选区为塞迈兹莱班县。

## 人口

1962-2008年间人口变化图示

朗德里库尔于2022年1月1日时的人口数量为135人。